# Martin Ayrer
Martin Ayrer je český tiskový mluvčí. V letech 2014 až 2017 byl mluvčím české vlády premiéra Bohuslava Sobotky.

## Životopis
Ayrer nejprve působil v publicistické sféře. Už v průběhu studií mediální komunikace na Literární akademii Josefa Škvoreckého byl jako přispěvatel magazínu Fiftyfifty.cz ostrým kritikem politiků, od sociálních demokratů Davida Ratha a Jiřího Paroubka, přes komunisty a zelené až po premiéra Mirka Topolánka, dále se věnoval společenským tématům, filmu a sportu. V roce 2006 byl krátce redaktorem společnosti Neris, dceřiné společnosti ČTK. Následně byl v letech 2007 až 2009 reportérem televize Nova.
V roce 2009 se stal tiskovým mluvčím a řídil odbor komunikace ministerstva pro místní rozvoj, kde byl tehdy ministrem Rostislav Vondruška. Od roku 2010 převzal po Petru Dimunovi vedení sekce PR a marketingu České strany sociálně demokratické a později převzal po Kateřině Blechové i post stranického tiskového mluvčího. Při svém nástupu podle vlastních slov plnil úkol zklidnit vztah k médiím po agresivní rétorice Jiřího Paroubka.
Poté, co se Bohuslav Sobotka stal českým premiérem, přijal Ayrer v lednu 2014 nabídku působit jako tiskový mluvčí kabinetu a ředitel odboru komunikace vlády ČR. V této funkci se opakovaně střetl i s mluvčím prezidenta republiky Miloše Zemana Jiřím Ovčáčkem, zejména při vládní krizi na jaře 2017.
Patřil mezi nejbližší spolupracovníky Bohuslava Sobotky.
V roce 2017 odešel Martin Ayrer pracovat pro Univerzitu Karlovu, koordinoval strategickou komunikaci univerzity a vedl nově založené marketingové oddělení univerzity. Na univerzitě se věnoval také rozvoji mediálních dovedností a komunikace vědeckých pracovníků.
V roce 2018 se stal Ayrer jedním z pěti členů výkonného výboru PR Klubu, profesní organizace, sdružující PR profesionály a komunikátory. 
V roce 2019 začal Ayrer vyučovat na Fakultě sociálních věd Univerzity Karlovy v rámci Institutu komunikačních studií a žurnalistiky. Ayrer vyučuje na FSV UK předměty, Strategickou komunikaci a Mediální trénink. 
Od roku 2021 působí Martin Ayrer jako lektor komunikačních dovedností a vede mediální tréninky pro Akademii ČTK a profesní vzdělávací agenturu Aliaves. 
V roce 2022 vedl Ayrer kurzy pro Asociaci PR agentur v rámci vzdělávacích kurzů Prague Communications Academy
V roce 2022 odešel Ayrer z rektorátu Univerzity Karlovy a začal spolupracovat v pozici Senior Consultant s AMI Communications, největší PR agenturou v Česku.  Současně se Ayrer dál věnuje výuce na Univerzitě Karlově, vzdělávacím kurzům mediálních tréninků, komunikačních a prezentačních dovedností a také konzultacemi v oblasti strategické komunikace.